# Tratado de París (1817)
El tratado de París (firmado el 10 de junio de 1817) fue un acuerdo que fijó la sucesión de los ducados de Parma, Plasencia y Guastalla y en consecuencia la reversión del ducado de Lucca; la firma del tratado fue posible gracias a la previa accesión de España, los días 7 y 8 del mismo mes de junio, al Acta final del Congreso de Viena y al tratado de París de 1815.

## Antecedentes

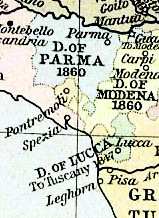
Detalle de un mapa en el que se muestran los ducados de Parma y Lucca de acuerdo con las disposiciones del Congreso de Viena.

Tras el colapso del Primer Imperio francés, las potencias aliadas se reunieron en Viena para fijar el futuro de Europa. Las decisiones tomadas en el Congreso de Viena cristalizarían en un acta final (1815). Esta acta final establecía, en sus artículos 99 y siguientes: 
- que María Luisa de Austria, esposa del derrotado Napoleón, sería duquesa soberana de Parma, Plasencia y Guastalla;
- que la desposeída reina de Etruria, María Luisa de Borbón,[Nota 1] así como sus sucesores en línea directa y masculina serían soberanos del ducado de Lucca hasta que encontrasen otro establecimiento en Italia o sucediesen a otra rama de la casa de Borbón;
- que en este caso el ducado de Lucca sería anexado al Gran Ducado de Toscana, salvo algunos enclaves externos que pasarían al ducado de Módena.[2]

El acta final del congreso no fue firmada por el plenipotenciario de España, Pedro Gómez Labrador, que representaba además los intereses de la ex-reina de Etruria. La razón del desacuerdo consistía en que María Luisa de Borbón deseaba el restablecimiento de su familia en los Ducados de Parma, Plasencia y Guastalla.

## Contenido

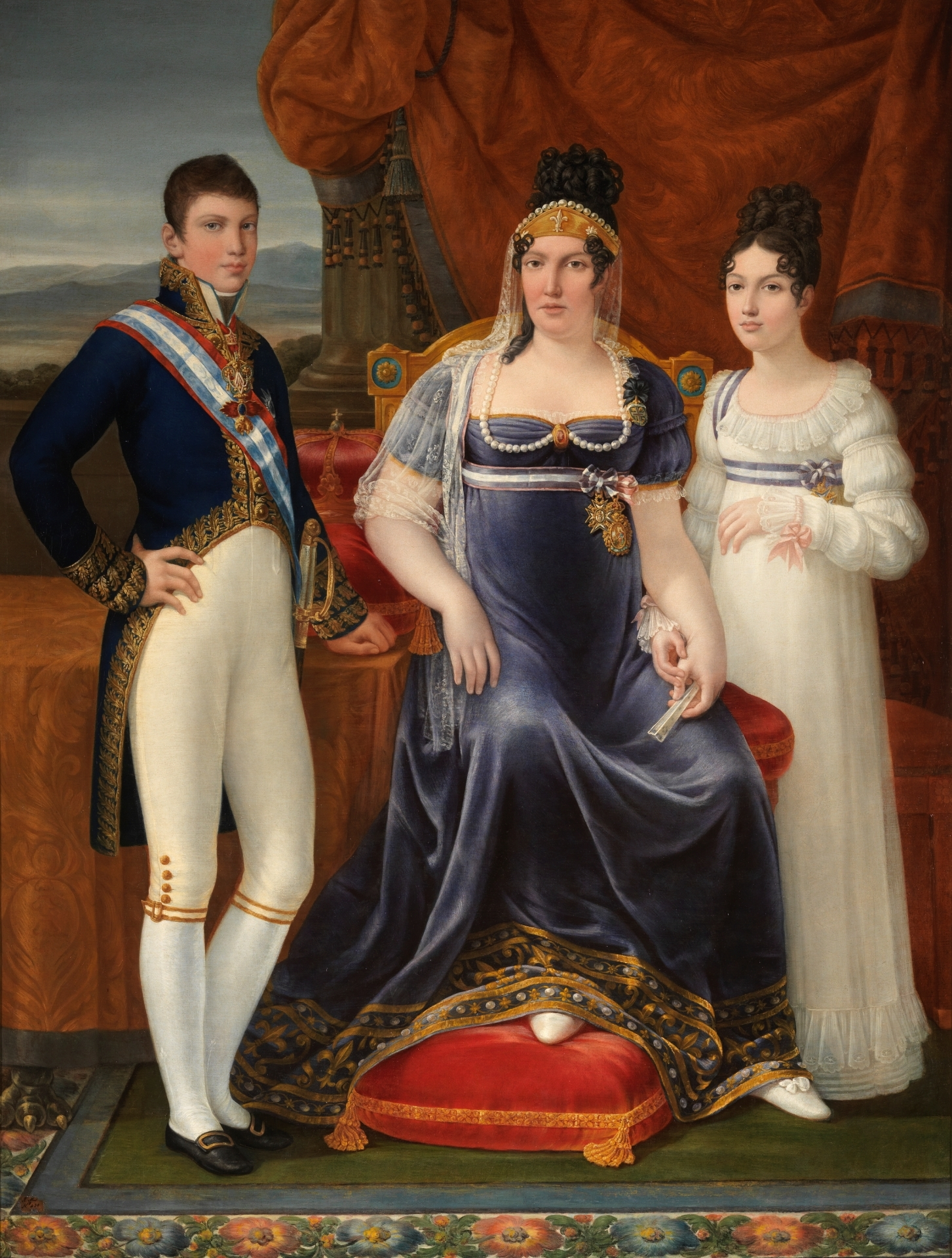
María Luisa de Borbón, que por medio del tratado aceptó la soberanía del ducado de Lucca, con sus hijos Carlos Luis y María Luisa. (óleo de José Aparicio, c. 1815)

El tratado fue firmado por representantes de España, Austria, Francia, Reino Unido, Prusia y Rusia:
- Por el reino de España, su embajador, Carlos Gutiérrez de los Ríos, VII conde de Fernán Núñez;
- por el Imperio austríaco, su ministro plenipotenciario, el barón Karl von Vincent (1757-1834);
- por el reino de Francia, el presidente del Consejo de Ministros de Francia y ministro de asuntos extranjeros, Armand Emmanuel du Plessis, duque de Richelieu;
- por el Reino Unido, su embajador, sir Carlos Estuardo;
- por el reino de Prusia, su ministro plenipotenciario, el conde August von der Goltz (1765-1832), y;
- por el Imperio ruso, su ministro plenipotenciario, el conde Carlos Andrea Pozzo di Borgo.

En el texto se acuerda la reversión de los ducados de Parma, Plasencia y Guastalla, a la muerte de María Luisa de Austria, en favor de María Luisa de Borbón, su hijo Carlos Luis o los descendientes de este en línea directa masculina.
Así mismo, se tomaron una serie de acuerdos de menor importancia. En primer lugar, Austria conservaba el derecho de guarnición puro y simple en la ciudad de Plasencia por su importancia estratégica, corriendo con los gastos del ejercicio del citado derecho.
En segundo, el emperador de Austria se obliga al pago de los atrasos debidos a María Luisa de Borbón y su hijo Carlos Luis respecto de las rentas previstas para los mismos en el Congreso de Viena.
Por último, en el caso de la extinción de la línea representada por María Luisa y Carlos Luis de Borbón o de su establecimiento en otro de los principales dominios borbónicos, se contempla la vigencia de lo dispuesto en el tratado de Aquisgrán que atribuía a Austria y al Reino de Cerdeña el derecho de reversión sobre los Ducados de Parma, Plasencia y Guastalla.

## Consecuencias
De acuerdo con los términos del tratado, el embajador de España en el Reino de Cerdeña, Eusebio Bardají Azara, tomará posesión del ducado, en nombre de María Luisa, el 22 de noviembre de 1817, y la nueva duquesa hará su entrada triunfal en Lucca el 7 de diciembre.
La principal consecuencia del tratado fue la accesión de España al sistema establecido por el Congreso de Viena, al desaparecer la razón principal para no ratificar el acta final del congreso en un primer momento, la reversión del ducado de Parma a la casa de Borbón. El tratado sería posteriormente modificado por medio de otro tratado, secreto, el tratado de Florencia de 1844, que detallaría la futura sucesión de Carlos Luis al ducado de Parma. Esta sucesión se produciría finalmente en diciembre de 1847, a la muerte de María Luisa de Austria.